# مارک هایدر
مارک هایدر (انگلیسی: Marc Heider؛ زادهٔ ۱۸ مهٔ ۱۹۸۶) بازیکن فوتبال اهل ایالات متحده آمریکا است.
از باشگاه‌هایی که در آن بازی کرده‌است می‌توان به باشگاه فوتبال هولشتاین کیل، باشگاه فوتبال اسنابروک، و باشگاه ورزشی وردر برمن اشاره کرد.